# Domenico Flabanico
Domenico Flabanico (o Flabiano; ... – 1041) fu il 29º doge della Repubblica di Venezia.

## Vita
Proveniva da una delle antiche famiglie tribunizie (quelle che, secondo la tradizione, avrebbero eletto il primo doge Paoluccio Anafesto) di cui restano scarse testimonianze. Si ha notizia di pochi altri Flabanici tra il X e l'XI secolo, ma è impossibile definirne la parentela: un Domenico e un Giovanni Flabiano sono citati nel 960, seguiti da altri due Giovanni nel 982 e da un altro Domenico nel 998 e nel 1024; segue uno Stefano, figura molto vicina al doge, nel 1037 e nel 1041, risultando morto nel 1084; l'ultimo è un Pietro, nel 1064.
Di Domenico stesso si hanno esigue notizie biografiche. Sarebbe stato un proprietario terriero, mentre più incerta è la sua attività nel commercio della seta. Non è chiaro se fosse sposato, né se avesse dei figli.
Emerse come capo della fazione opposta al doge Ottone Orseolo e fu tra i responsabili della sua successiva deposizione, nel 1026. Sostenne l'elezione di Pietro Centranico, che tuttavia venne rovesciato anch'egli dopo quattro anni di dogado. L'Orseolo fu richiamato a Venezia e nel frattempo il potere fu affidato al fratello Orso. In questo periodo movimentato, Domenico Flabanico fu costretto a fuggire, o, secondo un'altra versione, fu allontanato dallo stesso Orso.
Ottone Orseolo morì prima di raggiungere Venezia. Al suo posto venne allora eletto un suo parente, Domenico Orseolo, ma dopo appena un giorno e una notte di governo fu costretto a fuggire. Fu allora la volta del Flabanico, il quale venne creato doge quando ancora si trovava in esilio, in una località italiana non precisata. L'evento viene datato 1032, ma forse dovrebbe essere anticipato di alcuni mesi all'anno precedente.

## Dogado
Con Flabanico Venezia attraversò finalmente un momento di quiete, dopo un periodo tutt'altro che tranquillo. Benché non se ne conoscano con certezza i dettagli, il suo governo si basò sulla moderazione e l'equilibrio (da qui l'appellativo di prudentissimus vir). Un'importante novità fu quella di circoscrivere i poteri del doge, in modo da non rendere tale carica ereditaria. Si proibiva espressamente di nominare un coreggente o un successore, consuetudini che avevano portato alla formazione di una vera e propria monarchia sul modello bizantino.
Secondo la tradizione, sotto il Flabanico cominciarono i processi contro gli Orseoli. La notizia sembra in realtà errata, in quanto ancora nel 1036 viveva a Rialto un Pietro Orseolo, il cui patrimonio fu trasferito solo nel 1084 ai Flabanici.
Interessante la controversia sorta tra il fabbro Giovanni Sagomino e il gastaldo ducale incaricato di verificarne l'attività, vicenda di cui si conserva la documentazione. Sagomino ottenne dal doge di poter prestare il lavoro presso la propria bottega, senza doversi recare a Palazzo Ducale. È ritenuta la prima notizia riguardante i rapporti tra una corporazione e il doge.
Sotto il suo dogado (1040) si tenne a San Marco un importante concilio dei vescovi locali, durante il quale si sentenziò che i sacerdoti non fossero consacrati prima dei trent'anni e i diaconi prima dei venticinque, a meno che non vi fosse stato il consenso del metropolita. In questo modo si cercò di vietare le ordinazioni immature, con evidenti fini politici (spiccavano quelle di Vitale Orseolo e di Domenico Gradenigo). Sempre in ambito ecclesiastico, nel 1041 il doge stabilì, mettendo fine a un'annosa disputa, che la giurisdizione della chiesa di San Trovaso spettava sia al patriarca di Grado, sia al vescovo di Olivolo.
Per quanto riguarda la politica estera, continuarono i contrasti con l'Imperatore. In questo periodo, Corrado II continuò la politica del predecessore Enrico II e sostenne il Patriarcato di Aquileia in opposizione al Patriarcato di Grado, scontrandosi più volte con i veneziani. Solo con la morte di Corrado e l'incoronazione di Enrico III furono aperte le trattative di pace. Sul fronte bizantino, invece, sembra si sia verificato un riavvicinamento parallelamente ai contrasti con l'imperatore tedesco: si spiegherebbe così il conferimento del titolo di protospatario a Flabanico (notizia in verità incerta).
Un documento del giugno 1041 attesta che Flabiano fosse morto nella prima metà di quell'anno. Incerto il luogo della sepoltura: Marin Sanudo propende per il monastero di Santa Croce, ma c'è chi lo colloca a San Giorgio Maggiore, altri a San Zaccaria, altri ancora lo ritengono sconosciuto.